# Arnaud Geyre
Arnaud Geyre, né le 21 avril 1935 à Pau et mort le 20 février 2018 à Château-Thierry, est un coureur cycliste français. Professionnel de 1958 à 1963, il est notamment le coéquipier de Jacques Anquetil et Raymond Poulidor au cours de cette période. Son palmarès comprend plusieurs titres de champion de France de cyclisme sur route et sur piste. Il est également sacré champion olympique de la course par équipes à Melbourne en 1956.

## Biographie

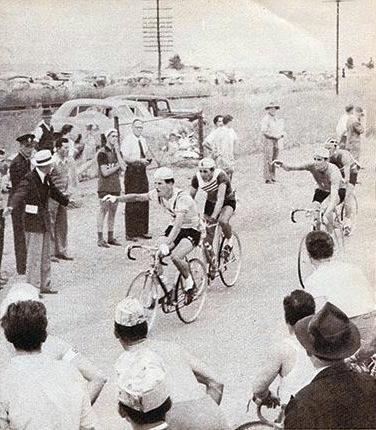
Geyre, Vermeulen et Moucheraud, membres de l'équipe de France future victorieuse, se désaltérant sous la forte chaleur -40°- lors de l'épreuve cycliste sur route des Jeux olympiques de Melbourne.

### Débuts cyclistes et carrière chez les amateurs
Né à Pau le 21 avril 1935, il court sous les couleurs du CC Béarnais entre 1953 et 1956. Pendant cette période il gagne trois étapes de la Route de France, une course cycliste disputée par les cyclistes amateurs et indépendants de 1951 à 1990. Il s'adjuge également le titre de Champion de France des sociétés et monte sur la deuxième marche du podium lors du championnat de France sur route amateurs après avoir été devancé par Jean Graczyk à l'arrivée. Sélectionné pour participer aux Jeux olympiques d'été de 1956 avec l'équipe de France de cyclisme sur route, il devient à cette occasion champion olympique par équipes avec Michel Vermeulin et Maurice Moucheraud et termine deuxième de la course en ligne derrière le champion italien Ercole Baldini,. Quelques semaines plus tard, il se classe huitième du championnat du monde amateur.
En 1957, il porte les couleurs de l'AC Boulogne-Billancourt et du Bataillon de Joinville. Il remporte le titre de champion de France de poursuite par équipes sur la piste et celui de champion de France des sociétés sur la route. Il gagne également une étape de la Route de France ainsi que le championnat d'Île-de-France des sociétés.

### Carrière professionnelle
Ces bons résultats lui permettent de signer un contrat avec l'équipe Helyett-Leroux-Hutchison en 1958. Il devient à cette occasion le coéquipier de Jacques Anquetil et d'André Darrigade. Ses débuts chez les professionnels sont couronnés de succès puisqu'il remporte plusieurs victoires au cours de l'année. Il s'adjuge notamment deux étapes du Tour de l'Aude, une course qu'il termine à la deuxième place du classement général et Paris-Auxerre. 
Toujours membre de l'équipe Helyett-Leroux-Hutchison (rebaptisée Helyett-Remington puis Helyett-Leroux-Fynsec-Hutchinson-A.C.B.B.) en 1959 et 1960, il remporte les Boucles du Bas-Limousin et termine troisième des Boucles de la Seine au cours de cette période.
En 1961, il rejoint la formation Mercier-BP-Hutchinson où il côtoie Raymond Poulidor qui effectue sa deuxième saison professionnelle au sein de cette équipe. Pour ses débuts sous ses nouvelles couleurs, il remporte le Tour de l'Hérault et la deuxième étape du Tour de l'Aude. Arnaud Geyre court encore deux ans au sein des équipes Bobet-BP-Hutchinson et Pinturas Ega avant de quitter le peloton professionnel.

### Fin de carrière
S'il se retire du monde professionnel en 1963, il poursuit toutefois sa carrière chez les amateurs et indépendants pendant quelque temps et porte notamment les couleurs du VC Tarbais. Il meurt le 20 février 2018 à Château-Thierry,

## Palmarès
- 1955
  - 4e étape de la Route de France
- 1956
  -  Champion olympique de la course par équipes
  -  Champion de France des sociétés
  - Champion de Guyenne sur route
  - 2e (contre-la-montre par équipes) et 4e étapes de la Route de France
  - 2e du championnat de France sur route amateurs
  -  Médaillé d'argent de la course en ligne des Jeux olympiques
- 1957
  -  Champion de France de poursuite par équipes amateurs
  -  Champion de France des sociétés
  - Champion d'Île-de-France des sociétés
  - 1re étape de la Route de France (contre-la-montre par équipes)
- 1958
  - 3e étape de la Route de France
  - Paris-Auxerre
  - 1re et 3eb étapes du Tour de l'Aude
  - 2e du Tour de l'Aude
  - 3e de Paris-Rouen
- 1959
  - Boucles du Bas-Limousin
  - 3e des Boucles de la Seine
- 1961
  - 2e étape du Tour de l'Aude
  - Tour de l'Hérault